# Eberhard Hübner
Eberhard Hübner (* 14. Mai 1945) ist ein ehemaliger deutscher Badmintonspieler.
Eberhard „Ebs“ Hübner kam zu ersten Erfolgen im Juniorenbereich bei der DDR-Meisterschaft 1961, wo er Vizemeister im Herrendoppel mit Rainer Claußnitzer wurde. Im Einzel gewann er bei derselben Veranstaltung Silber. Nach fünf medaillenlosen Jahren wurde er 1966 Vizemeister bei den DDR-Meisterschaften im Mixed mit Brigitte Lehnert. Drei Jahre später erkämpfte er sich mit dem DDR-Meistertitel im Mixed, diesmal mit Karin Kattner an seiner Seite, seinen größten sportlichen Erfolg. In den beiden Folgejahren sicherte er sich noch einmal zwei Medaillen bei DDR-Studentenmeisterschaften, danach wurde es auf sportlichem Gebiet ruhig um Hübner.
Eberhard Hübner lebt heute in Elsterwerda.

## Sportliche Erfolge
| Saison    | Veranstaltung                         | Disziplin         | Platz | Name |
| --------- | ------------------------------------- | ----------------- | ----- | --- |
| 1960/1961 | DDR-Einzelmeisterschaft AK 16/17      | Herrendoppel      | 2     | Rainer Claußnitzer / Eberhard Hübner (SG Gittersee)                                                         |
| 1960/1961 | DDR-Einzelmeisterschaft AK 16/17      | Herreneinzel      | 3     | Eberhard Hübner (SG Gittersee)                                                                              |
| 1965/1966 | DDR-Meisterschaft                     | Mixed             | 2     | Eberhardt Hübner / Brigitte Lehnert (SG Gittersee / Dynamo Aschersleben)                                    |
| 1968/1969 | DDR-Meisterschaft                     | Mixed             | 1     | Eberhard Hübner / Karin Kattner (SG Gittersee)                                                              |
| 1969/1970 | DDR-Studentenmannschaftsmeisterschaft | Mannschaft Herren | 3     | TH Karl-Marx-Stadt (Eberhard Hübner, Dieter Theiner, Rolf-Dieter Unbehaun, Klaus Illgen, Manfred Drechsler) |
| 1970/1971 | DDR-Studentenmeisterschaft            | Herrendoppel      | 3     | Eberhardt Hübner / Günter Langguth (TH Karl-Marx-Stadt)                                                     |